# ダンベリー駅
ダンベリー駅（Danbury）は、コネチカット州フェアフィールド郡ダンベリーにあるメトロノース鉄道の駅。

## 概要
メトロノース鉄道のダンベリー支線の駅である。この駅からニューヨーク州にあるグランド・セントラル駅に行ける。ダンベリー支線の最終駅である。

## 利用可能な鉄道路線／列車
メトロノース鉄道：
■ダンベリー支線

## 駅構造
| のりば | 路線            | 方向 | 行先                                           | 備考 |
| ------ | --------------- | ---- | ---------------------------------------------- | ---- |
| 1      | ■ダンベリー支線 | 上り | サウス・ノーウォーク /グランド・セントラル方面 |      |

## 隣の駅
メトロノース鉄道
■ダンベリー支線
ベセル - ダンベリー